# Irma Sèthe
Irma Sèthe (n. 27 aprilie 1876, Brussel, Comunitatea Francofonă din Belgia⁠(d), Belgia – d. 12 mai 1958, New York City, New York, SUA) a fost o violonistă, profesoară de vioară și pedagogă belgiană.

## Studii
Irma Sèthe a fost introdusă de la o vârstă fragedă în studiul muzicii de către mama ei, iar în 1885 și-a continuat pregătirea la vioară cu violonistul german August Wilhelmj⁠(d). În 1890 a fost admisă la Conservatorul Regal din Bruxelles⁠(d). În acest timp, a dat lecții de vioară multor studenți și a avut o relație cu Eugène Ysaÿe, colegul ei.

## Activitate
În 1898, Irma s-a mutat la Berlin împreună cu soțul ei, filozoful rus Samuel Saenger, și a cântat în Orchestra Filarmonicii din Berlin. Ei au avut două fiice: Elisabeta și Magdalena. În 1909, Irma Sèthe a fost membră a Berliner Kammerspiel-Trio.
Irma Sèthe a încetat să mai cânte în public la începutul Primului Război Mondial. După moartea soțului ei, în 1944, a căzut treptat în depresie și a evoluat către nebunie. Trăind cu fiica ei cea mai mare, Elisabeth, la New York, a murit la vârsta de 82 de ani, în 1958, lăsând printre bunurile ei vioara de dimensiuni reduse (1/2), pe care a folosise în copilărie și care a intrat în colecția Bibliotecii Regale a Belgiei în iunie 2022.